# Ив дю Мануар
«Олимпийский стадион Ив дю Мануар» (фр. Stade Olympique Yves-du-Manoir), также известен как «Коломб» — стадион, расположенный в пригороде Парижа Коломбе. Построен в 1907 году и назван в честь прославленного французского игрока регби Ива дю Мануара (фр.) после его гибели в авиакатастрофе в 1928 году.
В 1924 году стадион стал главной ареной летних Олимпийских игр 1924 года, на момент проведения игр вмещал 45 000 зрителей. Подготовка стадиона к Олимпиаде обошлась властям Парижа в 4 млн. франков. В 1938 году стадион, вместимость которого была увеличена до 60 000 зрителей, стал главным стадионом чемпионата мира по футболу, 19 июня 1938 года на нём был сыгран финальный матч турнира, в котором сборная Италии со счетом 4:2 переиграла сборную Венгрии.
В 1930-х — 1970-х годах являлся одним из главных во Франции, на нём проводили домашние матчи сборные Франции по футболу и регби, нередко он становился местом проведения национальных футбольных кубков. Однако после реставрации в 1972 году стадиона «Парк де Пренс» главные футбольные события переместились туда. Последний международный матч на стадионе «Коломб» сборная Франции сыграла в 1975 году.
В настоящий момент стадион вмещает 14 000 зрителей и является домашней ареной футбольного клуба «Расинг Клюб де Франс», выступающего в низших французских лигах.
В рамках летних Олимпийских игр 2024 года на стадионе прошли матчи по хоккею на траве. Перед Играми стадион был реконструирован, были постелены три искусственных поля для хоккея на траве, в том числе два с трибунами для проведения матчей олимпийского турнира.